# Enoplognatha testacea
Enoplognatha testacea là một loài nhện trong họ Theridiidae.
Loài này thuộc chi Enoplognatha. Enoplognatha testacea được Eugène Simon miêu tả năm 1884.